# Der Scutt

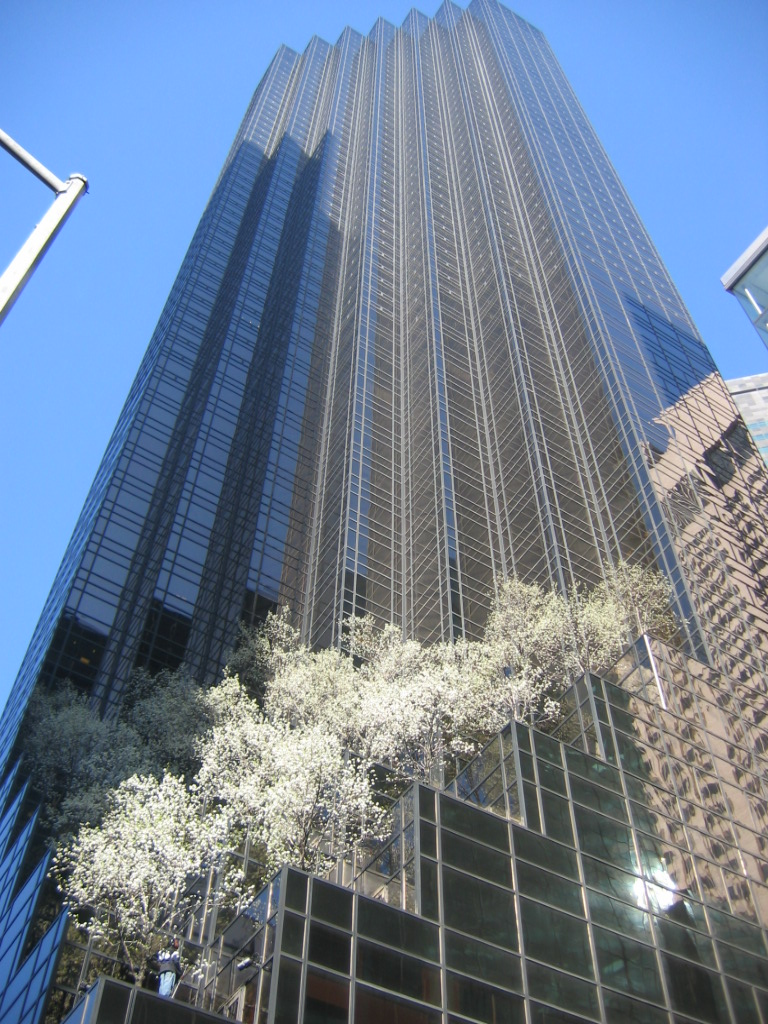
La Trump Tower vista desde la Quinta Avenida.

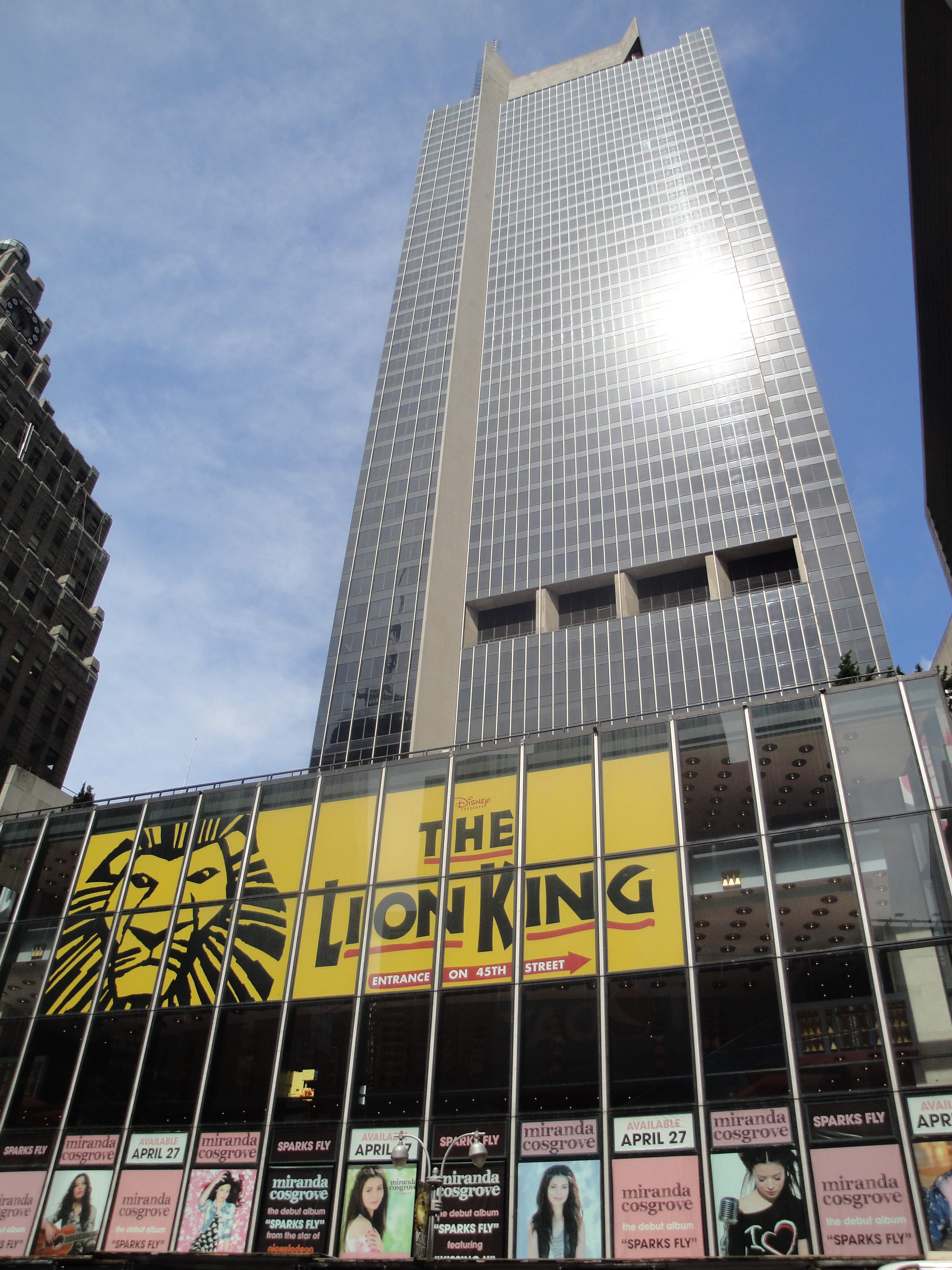
One Astor Plaza.

Der Scutt (17 de octubre de 1934-14 de marzo de 2010) fue un arquitecto y diseñador estadounidense de una serie de importantes y notables edificios de Nueva York y Estados Unidos. 
Scutt trabajó en la Trump Tower junto a Tiffany & Co. en la Quinta Avenida, Nueva York, desarrollado por Donald Trump. Otros de sus principales edificios incluyen One Astor Plaza, 520 Madison Avenue, la sede de Continental Insurance Corporation en Nueva York, y la sede de Northwestern Mutual Life Insurance Company en Milwaukee. Fue el consultor de diseño para el Grand Hyatt de Nueva York.

## Biografía
Donald Clark Scutt nació en Wyomissing, Pensilvania, en 1934, cerca de Reading. Asistió al Instituto Politécnico de Wyomissing y a la Universidad Estatal de Pensilvania. Después de trabajar con Philip Johnson durante un año, fue transferido y recibió su maestría en Arquitectura de Universidad Yale.
En 1961 se unió a Edward Durell Stone. De 1962 a 1965, Scutt trabajó para Paul Rudolph y administró su oficina de Nueva York. De 1965 a 1975, Scutt se asoció con Kahn y Jacobs, donde diseñó One Astor Plaza. Se unió a Poor Swanke Hayden & Connell Arquitects en 1975 y fue socio encargado del diseño desde 1976 a 1981. Der Scutt comenzó su práctica privada en 1981.
Scutt estableció su propio estudio de arquitectura, Der Scutt Architect, en 1981, y consiguió con un impresionante grupo de comisiones.
Der Scutt murió de insuficiencia hepática en su casa en Manhattan en 14 de marzo de 2010.

## Los proyectos terminados
La siguiente es una lista parcial de sus proyectos terminados
- 1972 One Astor Plaza, Nueva York[3]
- 1972 Roure Bertrand Dupont HQ (ahora Givaudan), Teaneck, New Jersey
- 1979 Northwestern Mutual Place Milwaukee, Wisconsin[4]
- 1980 Grand Hyatt New York, Nueva York[5]
- 1982 520 Madison Avenue, Nueva York[6]
- 1983 Continental Center, 180 Maiden Lane, Nueva York[6]
- 1983 Trump Tower, Nueva York[7]
- 1985 505 Park Avenue, Nueva York[8]
- 1985 HSBC Bank USA headquarters]], Nueva York
- 1986 100 United Nations Plaza Tower[9]
- 1988 Revlon Building, 625 Madison Avenue, Nueva York[10]
- 1988 The Corinthian, Nueva York[11]
- 1988 The Milan, 118 West 23rd Street, Nueva York[12]
- 1989 International Flavors and Fragrances Creative Center, Hazlet, Nueva Jersey[13]
- 1991 Grolier Building, 575 Lexington Avenue, Nueva York[14]
- 1995 555 Fifth Avenue, Nueva York[15]
- 1995 International Flavors and Fragrances World Headquarters, Nueva York[16]
- 1998 Reading Public Museum, Reading, Pensilvania
- 1998 40 Wall Street, The Trump Building, Nueva York (renovación del vestíbulo)[17]
- 2003 381 Park Avenue South, Nueva York
- 2006 Symrise Fine Fragrance Studio, Nueva York
- 2010 1615 L Street, N.W., Washington D. C.

## Diseños sin construir
- 1987 Puente de Williamsburg, Nueva York
- 1988 Reading Renaissance Tower, Reading, Pensilvania
- 1996 Houston Street Hotel, Nueva York

## Leer más
- "The New American Skyscraper" by Paul Goldberger, New York Times Magazine cover story, 8 de noviembre de 1981
- "Trumping the Competition" Interiors Magazine cover story, June 1984
- "Der Scutt: A profile" The Designer/Specifier August 1984.
- Morgan, Ann Lee and Colin Naylor Contemporary Architects St. James Press 1987
- Reynolds, Donald Martin Manhattan Architecture, Prentice Hall press 1988
- Schwartz, Tony TRUMP: The Art of The Deal, Random House 1993.
- "This Architect's Eyes Are Fixed Upon the Sea" by Rita Reif, The New York Times 5 de septiembre de 1993.
- Metzger, Robert P. Der Scutt Retrospective, Pennsylvania Reading Public Museum, 1996.
- Stern, Robert A.M. New York 1960, Monacelli, 1995
- Gray, Susan Architects on Architects, McGraw Hill, 2001.
- Stern, Robert A.M. New York 2000, Monacelli 2006